# Flavigny-le-Grand-et-Beaurain
Flavigny-le-Grand-et-Beaurain település Franciaországban, Aisne megyében. Lakosainak száma 438 fő (2022. január 1.). Flavigny-le-Grand-et-Beaurain Audigny, Colonfay, Guise, Lesquielles-Saint-Germain, Monceau-sur-Oise, Puisieux-et-Clanlieu, Villers-lès-Guise és Wiège-Faty községekkel határos.

## Népesség
A település népességének változása:
| Lakosok száma | 563  | 478  | 466  | 425  | 477  | 477  | 468  | 444  | 444  | 438  |
|               | 1968 | 1982 | 1990 | 2006 | 2013 | 2015 | 2017 | 2019 | 2020 | 2022 |